# Жанна де Лаваль
Жанна де Лаваль (фр. Jeanne de Laval, 10 ноября 1433, Оре — 19 декабря 1498, Анжу) — вторая жена Рене Доброго, герцогиня Анжуйская и титульная королева-консорт Неаполя.

## Происхождение
Родилась 10 ноября 1433 года в Оре, Бретань, в семье Ги XIV де Лаваля, графа де Лаваля, и Изабеллы Бретонской, дочери Жана VI, герцога Бретани, и Жанны Французской.
Её отец Ги воевал вместе с Жанной д’Арк. Его старший сын — Франциск де Лаваль — наследовал титул графа де Лаваля, став Ги XV. У него было ещё два сына от первой жены Изабеллы, Пьер де Лаваль и Жан де Лаваль. Включая Жанну, всего у него было семь дочерей, две из них умерли в раннем младенчестве. От второй жены — Франсуазы де Динан — у него было трое сыновей.

## Брак

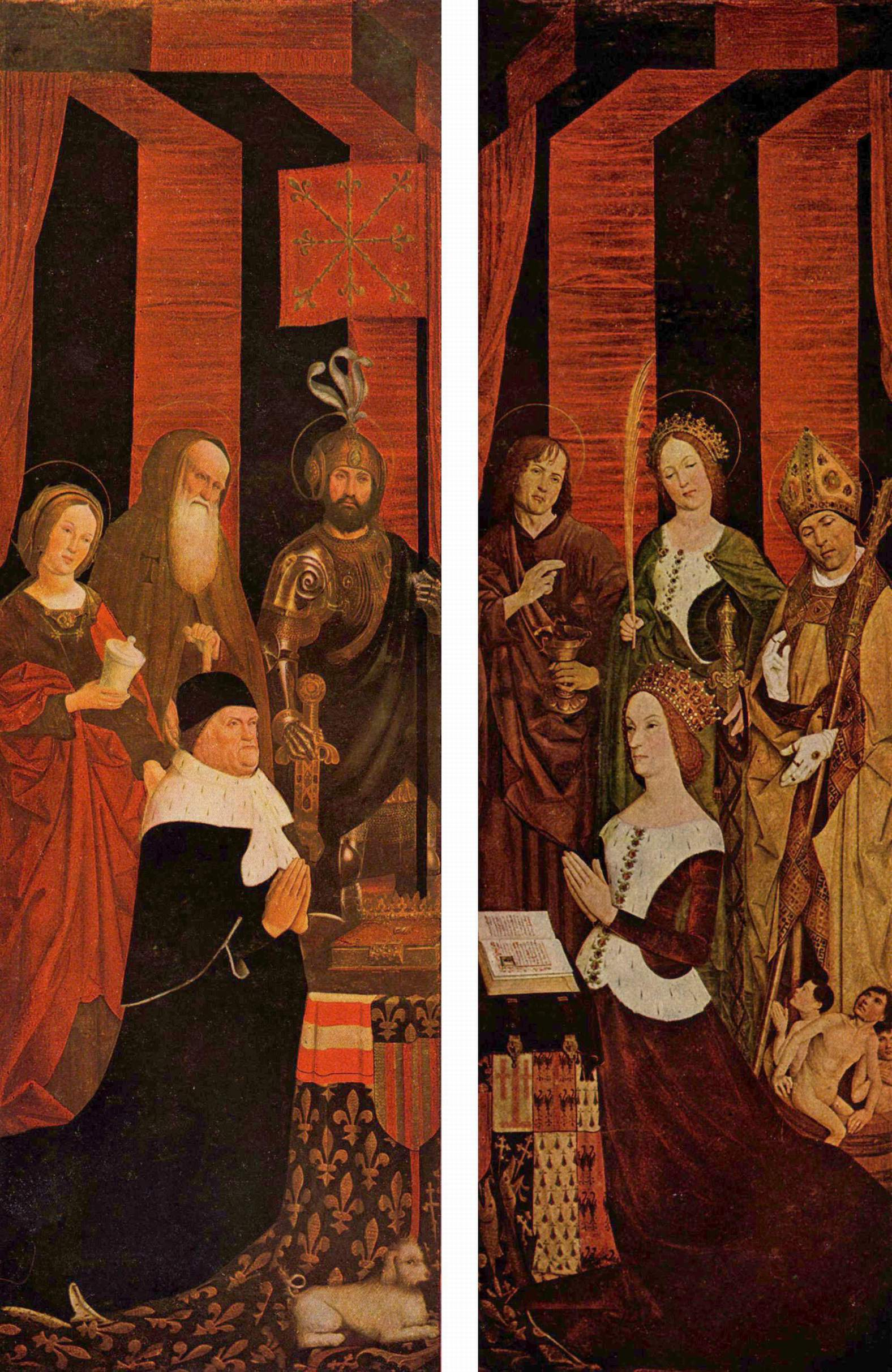
Никола Фроман. 1475. Фрагмент триптиха «Неопалимая купина», на котором изображены Жанна де Лаваль и Рене I Анжуйский.

Брачный контракт был составлен 3 сентября 1454 года между отцом Жанны и Рене, королём Неаполя. Свадьба состоялась 10 сентября 1454 года в аббатстве Святого Николая в Анже. Рене, первая жена которого — Изабелла Лотарингская, — умерла годом ранее, был более чем на двадцать лет старше молодой невесты. Брак, однако, был счастливым. Жанна, по характеру добрая и ласковая, очень любила своего мужа. Она стала мачехой детей Рене, в том числе будущих герцога Лотарингии Жана II, королевы Англии Маргариты и герцогини Лотарингии Иоланды. Брак Жанны с Рене был бездетным.
Прожив три года в окрестных особняках Анже и Сомюра, король и королева жили в Провансе с 1457 по 1462 год, и в Анжу с 1462 по 1469 год. В Экс-ан-Провансе она вместе с мужем участвовала в литературных и научных изысканиях при его дворе.
Рене сочинил Жанне оду под названием «Идиллия Рено и Жаннетон». Стихотворение представляло собой спор о любви между пастухом и пастушкой с паломником в качестве судьи. Во время своего пребывания в Тарасконе в Провансе Рене пожаловал Жанне баронство Ле-Бо, которое принадлежало графам Прованса. Она обменяла его 18 февраля 1475 года в Экс-ан-Провансе на Бер. С 1469 по 1480 год супруги жили в Провансе.

## Поздняя жизнь
Рене умер 10 июля 1480 года. Он завещал жене очень большой доход в Анжу, Провансе и Барруа. Она также сохранила за собой графство Бофор и владение Миребо (обменяны на баронства Обань и Прованс). После смерти мужа жила в Бофоре и в Сомюре. Была популярна за свою доброту и щедрость. Умерла 19 декабря 1498 года в замке Бофор-ан-Валле, Мен и Луара в возрасте 65 лет. Согласно завещанию, похоронена просто, без памятника в соборе Анже.